# Lava (curta)
Lava é um curta-metragem musical em computação gráfica de 2014 produzido pela Pixar Animation Studios. Dirigido por James Ford Murphy e produzido por Andrea Warren, teve sua estreia no Hiroshima International Animation Festival em 14 de junho de 2014, e foi lançado nos cinemas dos Estados Unidos antes da estreia do filme Inside Out em 19 de junho de 2015.
O curta-metragem é uma história de amor que se passa em milhões de anos. Apresenta uma canção escrita por Murphy, e foi inspirada na "beleza isolada das ilhas tropicais e o encantamento explosivo dos vulcões oceânicos."

## Sinopse
Em uma ilha tropical no Pacífico, um vulcão solitário chamado Uku observa as criaturas selvagens brincarem com seus companheiros e espera encontrar um também. Ele canta uma canção para o oceano todos os dias por milhares de anos, gradualmente liberando sua lava e afundando na água, mas não percebe que um vulcão submarino chamado Lele já ouviu falar dele. Ela surge no dia em que Uku se extingue, mas o rosto dela virou-se para o outro lado e ela não pode ver o outro vulcão. Uku afunda totalmente para o oceano, com o coração partido, mas revive quando ouve Lele cantando sua canção. Suas chamas reacendem-se, ele entra em erupção de volta à superfície, finalmente encontra Lele, e os dois formam uma única ilha onde poderão ser felizes juntos.

## Elenco
- Kuana Torres Kahele é Uku, um vulcão solitário em busca de seu verdadeiro amor.[6] Seu rosto é um amálgama dos rostos de  Kahele, dos astro de The Honeymooners Jackie Gleason e do bulldog Marc Antony do curta-metragem animado Feed the Kitty, de Chuck Jones.[7]
- Napua Greig é Lele, um vulcão e o interesse amoroso de Uku.[6]
- Vozes em Português: Bruno Bonatto (Uku) e Joelma Bonfim (Lele)

## Música
A canção do curta, também intitulada "Lava", foi relançada em 16 de junho de 2015, como single digital e como faixa bônus do CD de lançamento da trilha sonora de Inside Out.